# Станції Сахарозаводська
Станції Сахарозаводська́ (рос. Станции Сахарозаводская, башк. Шәкәр заводы станцияһы) — присілок у складі Кармаскалинського району Башкортостану, Росія. Входить до складу Прибільської сільської ради.
Населення — 82 особи (2010; 75 в 2002).
Національний склад:
- росіяни — 55 %
- башкири — 39 %